# Vogelsberg
Vogelsbergⓘ là một dãy núi lửa lớn ở vùng Mittelgebirge của bang Hessen, Đức. Dãy núi này được ngăn cách với dãy núi Rhön bởi thung lũng sông Fulda.
Được tạo thành khoảng 19 triệu năm trước, Vogelsberg là địa hình bazan lớn nhất châu Âu, bao gồm nhiều tầng lớp núi.

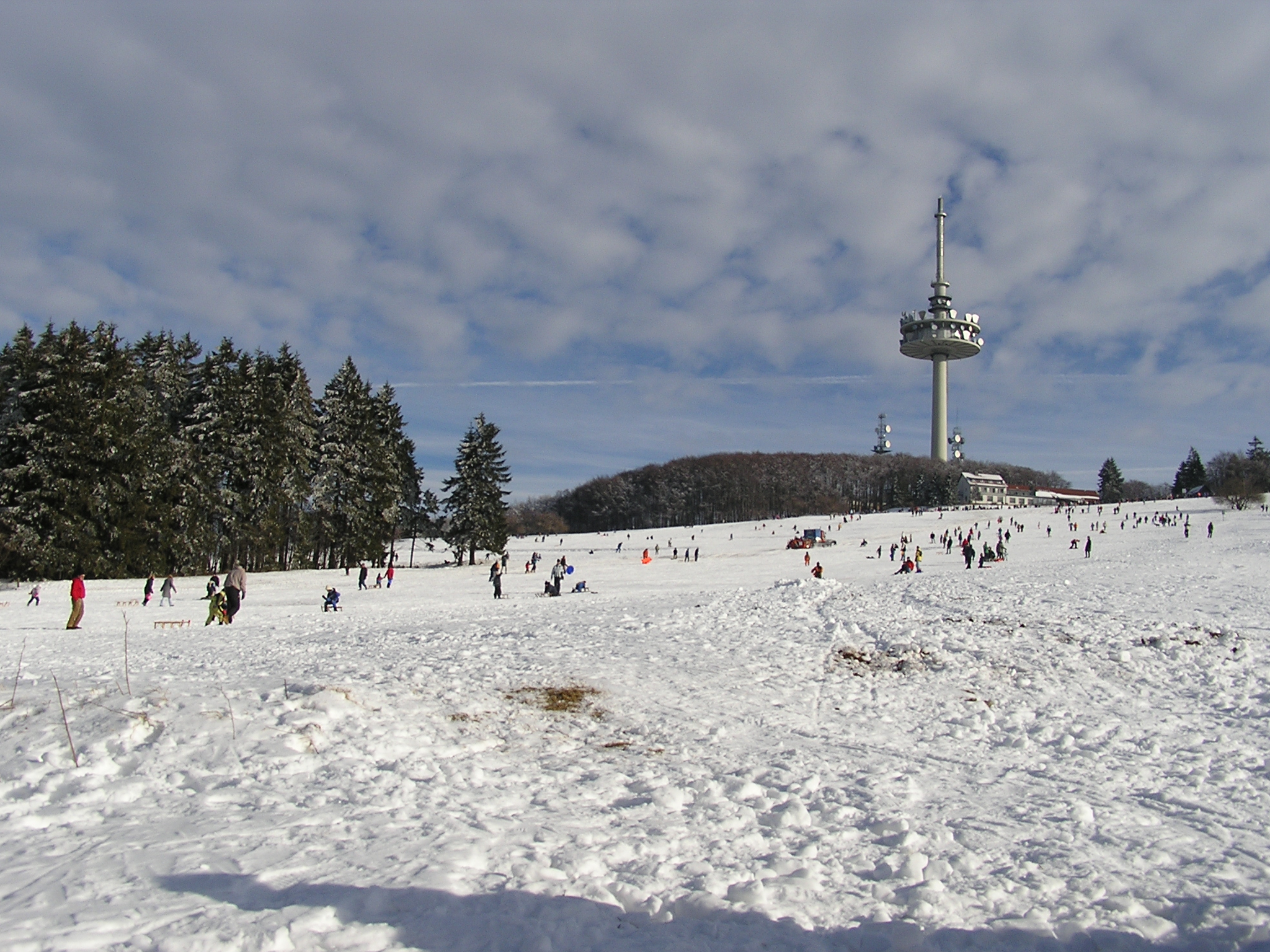
Hoherodskopf

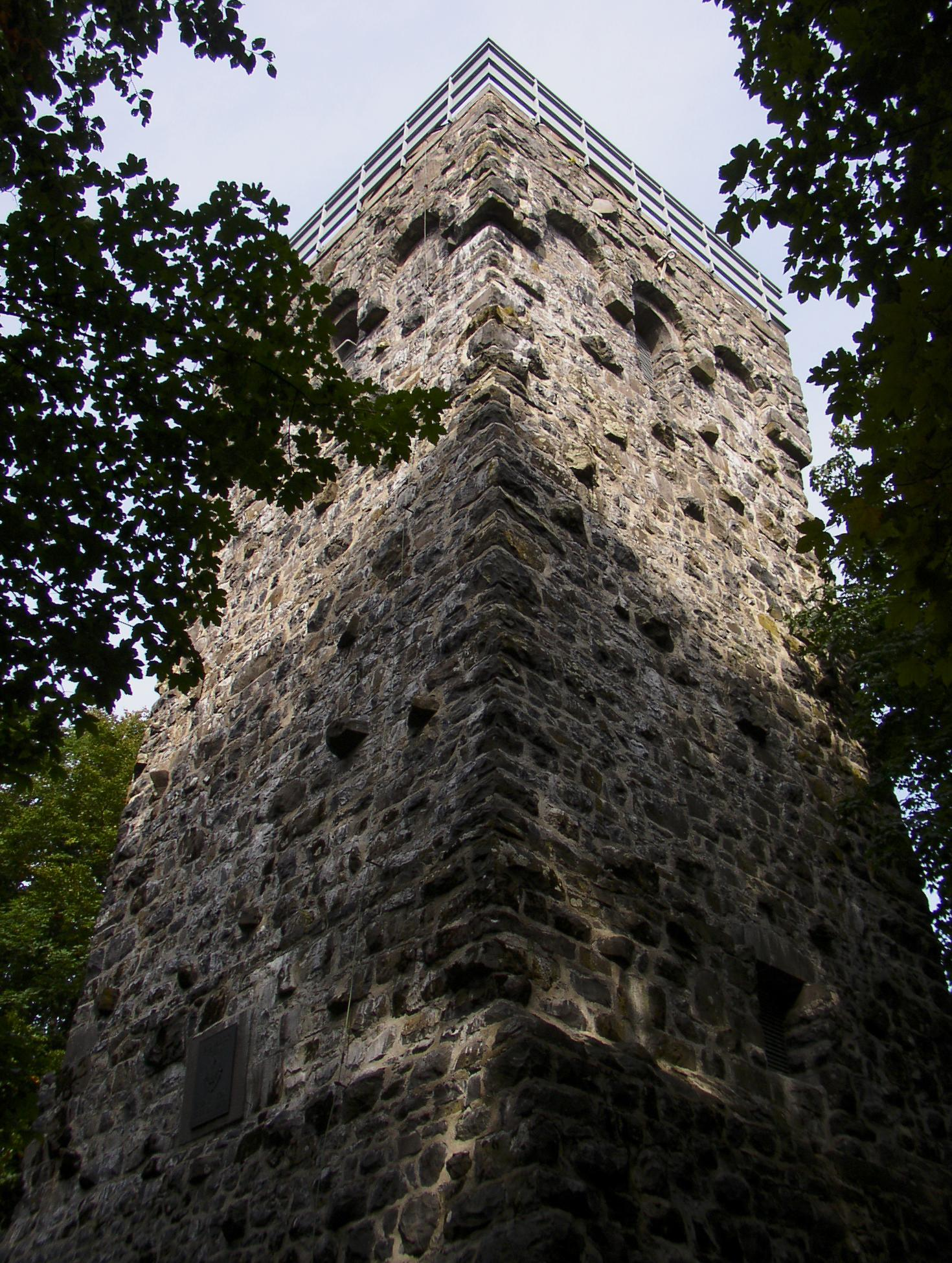
Tháp Bismarck nằm trên đỉnh Taufstein

Các đỉnh núi chính của Vogelsberg là Taufstein, 773 mét (2.536 ft), và Hoherodskopf, 763 mét (2.503 ft), đều thuộc Công viên Tự nhiên Hoher Vogelsberg.

## Văn học
- Văn bản về Vogelsberg tại Hessian Bibliography
- Georg Eurich (2000), Der Vogelsberg im Herzen Deutschlands (bằng tiếng Đức), Gudensberg-Gleichen: Wartberg Verlag, ISBN 3-86134-938-8
- Wilhelm Schottler: Der Vogelsberg. Notizblatt der Hessischen Geologischen Landesanstalt zu Darmstadt, V. Folge, 18. Heft. Darmstadt 1937, OCLC 634810652.
- Sparkassen-Kulturstiftung Hessen-Thüringen, biên tập (2009), Kulturelle Entdeckungen Main-Kinzig-Kreis, Vogelsbergkreis, Wetteraukreis (bằng tiếng Đức), Regensburg: Schnell & Steiner, ISBN 978-3-7954-2189-2
- Roland Walter; và đồng nghiệp (1992), Geologie von Mitteleuropa (bằng tiếng Đức) (ấn bản thứ 5.), Stuttgart: Schweizerbart’sche Verlagsbuchhandlung, tr. 334, ISBN 3-510-65149-9
- Fritz Wolff: Wetterau und Vogelsberg in alten Landkarten = Geschichte und Kultur in Wetterau und Vogelsberg 2. Friedberg [1994].